# 性騷擾防治法
《性騷擾防治法》是一部中華民國法律，於2005年2月5日公布，自公布後一年施行，立法目的是為了補足《性別平等工作法》及《性別平等教育法》的不足，全面防治性騷擾，保護各場所的被害人。
例如，《兩性工作平等法》（現已更名為性別平等工作法）只處理雇主與受僱者之間的關係，《性別平等教育法》則是處理校園內的性騷擾、性侵害問題。雖然《社會秩序維護法》適用範圍較廣，但也只能進行裁罰，《社會秩序維護法》第83條第三項所規定「以猥褻言語、舉動或其他方法，調戲異性」，其成立要件與性騷擾不盡相同，對被害人保護有限，也缺乏對加害者的制裁、矯正以及性騷擾的預防。
為了讓不適用《性別平等工作法》及《性別平等教育法》之人，在各場所受到性騷擾時能夠受到保障，《性騷擾防治法》擴大保護的領域，保障受害者的權益。

## 立法背景

###### 性騷擾、性侵害案件頻傳[2]
1989年─ 高雄某船務公司徐姓經理性騷擾會計羅玉娥案
1990年─ 清大女研社發起小紅帽運動、台大女研社發起小紅帽運動、新竹遠東紡織埔衣廠女工彭菊英因抗拒性騷擾被解雇案
1991年─ 竹東鎮員工消費合作社僱員陳瑞貞拒絕主管性騷擾被解雇案、華航空姐遭航醫中心主任何邦立性騷擾、台大護士集體抗議骨科醫師性騷擾案 
1992年─ 台大社會系老師於課堂上以言語性騷擾女學生案、蘭嶼國中校長性騷擾女學生案、中興大學夜間部學生遭老師強吻、東海大學夜間部體育老師性騷擾女生案
1993年─ 女秘書被強暴案、中原大學英聽老師性騷擾學生案、中興紡織主管性騷擾外籍女工案
1994年─ 師大女學生被黎姓教授強暴案、中正大學歷史所雷姓教授對女學生性騷擾案、彰化東湖國小老師強暴女生案、台北市某私立診所長性騷擾女病患案、女人連線反性騷擾大遊行、李璇控告胡瓜強暴、文化大學藝研所梁姓所長性騷擾助教及學生案
1995年─ 台北電台台長靲榕生性騷擾女職員案、消費者於錢櫃 KTV 女廁所被偷窺案、七海旅運社陳姓主管性騷擾鄒姓女職員案、立法院立委魏鏞至女廁偷窺案、台大商研所學生呂安妮控告洪姓老師案、成淵國中男學生集體性騷擾女老師案

###### 北科大性騷擾事件[3]
1999年，國立臺北科技大學發生教授性騷擾女學生事件，女學生申訴後，教育部介入調查卻不公布結果，最後彭姓教授遭到解聘，監察院糾正教育部及北科大。

###### 林口長庚醫院性騷擾事件[4]
2000年1月15日，楊姓護士在林口長庚醫院歡送會上指控麻醉科沈青華醫師性騷擾，16日在丈夫陪同下召開記者會，而後沈青華簽署不再犯的保證書，反調升為麻醉科代主任，但楊姓護士反遭減薪、同事排擠、調職。最後高等法院審結，認為沈青華違反民法「侵權行為」的「心理健康」條文，判決沈青華應賠償被害人楊姓護士四十五萬元。

###### 反性騷擾紀錄片：玫瑰的戰爭[5]
婦女新知基金會委託陳俊志導演拍攝台灣本土的性騷擾紀錄片，紀錄四個身分不同、身處環境不同的女性，在遭遇性騷擾事件和面對龐大的共犯結構之時，歷經了相似的心路歷程，以四個性騷擾事件來反映台灣社會的性別權力關係和社會文化結構，2002年發表該作品。

##### 起草性騷擾防治法
最初家庭暴力防治法及性侵害犯罪防治法雖已通過，不過女性的人身安全保護仍未周延，為了全面防治性騷擾，保護各場所的被害人，臺灣高等法院法官高鳳仙接受現代婦女基金會委託，於1999年起草「性騷擾防治法草案」，由立委潘維剛領銜提案送立法院審議，因屆期不連續而遭退回。
2005年2月1日第六屆立法委員就職後，高鳳仙將性騷擾防治法草案三度修改，先後由秦慧珠、張蔡美、葉宜津等立委領銜送立法院審議。

##### 推動通過性騷擾防治法
2004年8月，為推動性騷擾防治法草案、家庭暴力防治法修法草案、連續性暴力修法條文草案等防暴三法，現代婦女基金會、勵馨基金會、雙福基金會、台北市雙胞胎協會、台灣家庭暴力暨性侵害處遇計劃協會、兒福聯盟、東吳大學安素堂、北安扶輪社、台大婦女研究室、中華育幼機構兒童關懷協會及台北市婦女新知協會等11個民間團體成立「防暴三法推動聯盟」，性騷擾防治法於2005年1月間通過立法，2005年2月5日總統令公布，依性騷擾防治法第28條規定，自公布後一年施行。

## 法律內容概要[13]

###### 保護《性別平等工作法》和《性別平等教育法》以外的被害人
由於性騷擾事件存在於各個不同角落，雖然已有《性別平等工作法》和《性別平等教育法》保護在職場或校園中具有勞工、學生、學校的教職員及工友身份的被害人，因此這些人不適用《性騷擾防治法》。但是由於《性別平等工作法》和《性別平等教育法》對適用的範圍或當事人身分關係有所限制，故有時發生在職場及校園中的性騷擾事件因無法適前述二部法律加以處理，故另制定《性騷擾防治法》使這些行為也能受到規範，例如醫生性騷擾病人、病人性騷擾病人、非學生或非學校教職員在學校圖書館受到性騷擾等，雖然發生地點在職場或校園，但在此狀況下因為身分別無法適用《性別平等工作法》和《性別平等教育法》，但適用《性騷擾防治法》能對於各場所發生的性騷擾行為提供保護。

###### 強制機構必須防治性騷擾
機構必須要有申訴管道，且第一時間要適當處理已經發生的性騷擾事件，以保護被害人。若機構並未積極處理，除了有行政責任可能被處罰鍰之外，可能還要負民事連帶賠償責任。該法可以避免被害人因未申訴或作證被報復或處罰。
- 內部申訴：該法第13條第1項及第2項規定，性騷擾事件被害人除可依相關法律請求協助外，並得於事件發生後一年內，向加害人所屬機關、部隊、學校、機構、僱用人或直轄市、縣 (市) 主管機關提出申訴。前項直轄市、縣 (市) 主管機關受理申訴後，應即將該案件移送加害人所屬機關、部隊、學校、機構或僱用人調查，並予錄案列管；加害人不明或不知有無所屬機關、部隊、學校、機構或僱用人時，應移請事件發生地警察機關調查。

- 外部再申訴：本法第13條第5項規定：機關、部隊、學校、機構或僱用人逾期未完成調查或當事人不服其調查結果者，當事人得於期限屆滿或調查結果通知到達之次日起三十日內，向直轄市、縣 (市) 主管機關提出再申訴。

- 民事賠償及回復名譽處分：本法第9條第1、2項規定，對他人為性騷擾者，負損害賠償責任。前項情形，雖非財產上之損害，亦得請求賠償相當之金額，其名譽被侵害者，並得請求回復名譽之適當處分。並於第26條規定，性侵害也準用這些規定。

- 請求報復者負損害賠償責任：有些單位或主管，為求息事寧人或因其他利害考量而對被害人為不利之處分，故本法第10條第1項、第2項規定，機關、部隊、學校、機構、僱用人對於在性騷擾事件申訴、調查、偵查或審理程序中，為申訴、告訴、告發、提起訴訟、作證、提供協助或其他參與行為之人，不得為不當之差別待遇。違反前項規定者，負損害賠償責任。

###### 建立調解制度
性騷擾防治法提供調解制度，讓被害人除了申訴跟訴訟之外有其他選擇，依本法第 16 條，性騷擾事件雙方當事人得以書面或言詞向直轄市、縣 (市) 主管機關申請調解；其以言詞申請者，應製作筆錄。
調解成立與判決書具有同樣效力。但性侵害依中華民國法律，性侵害為非告訴乃論，為刑事案件，被害人無處分權，故不能申請調解。

###### 明定性騷擾罪的刑責
《性騷擾防治法》第25條明訂「意圖性騷擾，乘人不及抗拒而為親吻、擁抱或觸摸其臀部、胸部或其他身體隱私處之行為者，處二年以下有期徒刑、拘役或科或併科新臺幣十萬元以下罰金。」處理過去實務認定有爭議的部分。
但該行為，須告訴乃論。應注意的是，依《刑事訴訟法》第 237 條規定，告訴乃論之罪，其告訴應自得為告訴之人知悉犯人之時起，於六個月內為之。有時受到性騷擾的人在申訴後等待很久才發現可以提告，卻錯過告訴期間的問題，檢察官只好不起訴。
2023年，立法院三讀通過《性騷擾防治法》第25條，新法明訂「意圖性騷擾，乘人不及抗拒而為親吻、擁抱或觸摸其臀部、胸部或其他身體隱私處之行為者，處二年以下有期徒刑、拘役或併科新臺幣十萬元以下罰金；利用第二條第二項之權勢或機會而犯之者，加重其刑至二分之一。」修法理由：為加重懲罰性騷擾罪，爰第一項之刑罰刪除得單科罰金之規定，並增訂後段有關權勢性騷擾罪刑罰，規定對於利用第二條第二項，即因教育、訓練、醫療、公務、業務、求職或其他相類關係（如因演藝活動、政治活動、政黨、宗教、信仰、偶像崇拜等），受自己監督、照護、指導之人之權勢或機會對他人犯性騷擾罪者，加重其刑至二分之一。

## 外部連結
- 中華民國衛生福利部保護服務司性騷擾防治業務網頁 （页面存档备份，存于） （繁體中文）
- 全國法規資料庫 性騷擾防治法